# Кобенево (Пеновский район)
Кобенево — деревня в Пеновском районе Тверской области России. Входит в состав Чайкинского сельского поселения.

## География
Расположена на озере Пено, в 8 км по прямой и в 14 км по автодорогам к северо-западу от районного центра.

## История
Жители исторически занимались рыбной ловлей и заготовкой леса. 

## Население
| 1859 | 1897 | 2010 |
| ---- | ---- | ---- |
| 45   | ↗91  | ↘6   |

Согласно результатам переписи 2002 года, в национальной структуре населения русские составляли 100% от общей численности населения в 13 чел..

## Транспорт
Деревня доступна автотранспортом, рядом с ней проходит автодорога 28Н-1237. Остановка общественного транспорта «Кобенево».

## Известные уроженцы
В деревне родился Николай Михайлович Беляев (1922—2015) — морской офицер, участник штурма Рейхстага.